# Плеша (Горж)
Плеша (рум. Pleșa) — село у повіті Горж в Румунії. Адміністративно підпорядковане місту Бумбешть-Жіу.
Село розташоване на відстані 230 км на захід від Бухареста, 17 км на північний схід від Тиргу-Жіу, 101 км на північ від Крайови.

## Населення
За даними перепису населення 2002 року у селі проживали 414 осіб, усі — румуни. Усі жителі села рідною мовою назвали румунську.